# Dynamit

A – křemelina nasáklá nitroglycerinem
B – ochranný nátěr kolem výbušného materiálu
C – rozbuška
D – zápalný drát
E – páska držící dynamit pohromadě

Dynamit je výbušnina založená na explozivním potenciálu nitroglycerinu, který se v ní vyskytuje absorbován v křemelině.
Oproti klasickému tekutému nitroglycerinu se vyznačuje mnohonásobně vyšší stabilitou oproti tlaku nebo nárazu. Dynamit vynalezl švédský chemik Alfréd Nobel v roce 1866, patent získal v roce 1867. Slovo pochází z původně Nobelem navrženého názvu Kieselgur-dynamite (Kieselgur je německy křemelina, dynamite řecky plná síly), byl také zpočátku dodáván jako Nobelův výbušný prach.
Dynamit se obvykle skládá ze tří dílů nitroglycerinu, jednoho dílu křemeliny a malého množství jedlé sody. Tato směs je tvarována obvykle do podoby tyček. Později byla ve směsi nahrazena křemelina (infusoriová hlinka) dusičnanem draselným (KNO3) a dusičnanem sodným (NaNO3) a pro lepší nasákavost se přidávaly suché dřevité piliny.
Dynamit mrzne při 8 °C, a proto se obtížně používal v chladném počasí. Proto se používal zimní dynamit (tzv. IZ dynamit), který obsahoval nemrznoucí příměsi jako di-nitro-glycerin nebo trinitrotoluen.
K výbuchu je potřeba rozbuška. Samotný dynamit je poměrně stálý na rozdíl od samotného nitroglycerinu, který vybuchuje již při malém nárazu.
Po určité době se mohou na povrchu dynamitu objevit kapky nitroglycerínu. Proto je třeba se starším dynamitem zacházet extrémně opatrně – je podobně citlivý na sebemenší náraz jako samotný nitroglycerin.
V českých zemích byla postavena první továrna na dynamit roku 1870 v Zámecké rokli poblíž Prahy.
Od začátku 20. století je význam dynamitu poměrně malý. Nahradily ho směsi nitroglycerinu, popř. EGDN s dusičnanem amonným a dalšími aditivy jako je např. nitrocelulóza a piliny.